# Batalage
Batalage (izvirno srbsko Баталаге) je naselje v Srbiji, ki upravno spada pod Občino Koceljeva; slednja pa je del Mačvanskega upravnega okraja.

## Demografija
V naselju, katerega izvirno (srbsko-cirilično) ime je Баталаге, živi 434 polnoletnih prebivalcev, pri čemer je njihova povprečna starost 49,2 let (47,1 pri moških in 51,4 pri ženskah). Naselje ima 179 gospodinjstev, pri čemer je povprečno število članov na gospodinjstvo 2,80.
To naselje je, glede na rezultate popisa iz leta 2002, večinoma srbsko, a v času zadnjih treh popisov je opazno zmanjšanje števila prebivalcev.
|  |

| Demografija | Demografija     | Demografija     |
| Leto        | Št. prebivalcev | Št. prebivalcev |
| ----------- | --------------- | --------------- |
|             |                 |                 |
|             |                 |                 |
|             |                 |                 |
|             |                 |                 |
| 1948        | 999             |                 |
| 1953        | 999             |                 |
| 1961        | 941             |                 |
| 1971        | 877             |                 |
| 1981        | 759             |                 |
| 1991        | 619             | 606             |
| 2002        | 533             | 501             |
|             |                 |                 |

| Etnična sestava po popisu iz leta 2002 | Etnična sestava po popisu iz leta 2002 | Etnična sestava po popisu iz leta 2002 | Etnična sestava po popisu iz leta 2002 | Etnična sestava po popisu iz leta 2002 |
| -------------------------------------- | -------------------------------------- | -------------------------------------- | -------------------------------------- | -------------------------------------- |
| Srbi                                   | Srbi                                   |                                        | 496                                    | 99,00%                                 |
| Črnogorci                              | Črnogorci                              |                                        | 1                                      | 0,19%                                  |
| Slovenci                               | Slovenci                               |                                        | 1                                      | 0,19%                                  |
| Neznano                                | Neznano                                |                                        | 3                                      | 0,59%                                  |